# Alaa Hussein Ali
Ala'a Hussein Ali Al-Khafaji al-Jaber (arabe : علاء حسين علي خفاجي الجابر), né en 1949, est un militaire qui fut lieutenant puis colonel dans les Forces armées koweïtiennes. Après l'invasion du Koweït par l'Irak baasiste, il devient le chef d'État de la république du Koweït,, pendant quelques jours. Et après il est nommé vice-Premier ministre d'Irak jusqu'à la fin de la seconde guerre du Golfe où il s'enfuit en Norvège. Condamné à mort par le gouvernement koweïtien, il retourne dans son pays en 2000 avec une peine commuée en perpétuité.

## Carrière
Ali possède la double nationalité irakienne et koweïtienne. Il a grandi au Koweït et a étudié à Bagdad, où il est devenu membre du parti Baas au pouvoir. Lieutenant dans l'armée koweïtienne avant l'invasion, Ali a été promu colonel à Bagdad et placé à la tête d'un gouvernement fantoche de neuf membres pendant l'invasion. Une semaine plus tard, le Koweït était annexé par l'Irak et Ali devenait vice-premier ministre irakien.
En 1993, Ali est condamné par contumace à la mort par pendaison pour trahison par le gouvernement koweïtien. En janvier 2000, il retourne au Koweït pour tenter de faire appel de la sentence. Le 3 mai 2000, le tribunal a cependant confirmé la culpabilité d'Ali pour trahison. En mars 2001, sa peine a été commuée en prison à vie
.